# Kristina Wiklund
Kristina Wiklund, född 1983, är en tidigare aktiv svensk fotbollsspelare (mittfältare). Hon spelade för Sunnanå SK, efter att ha spelat flera säsonger i Umeå IK. Hon gjorde ett uppehåll från fotbollen 2001–2002.

## Klubbar
- Sunnanå SK (2006–2011)
- Umeå IK (2000, 2003–2005)
- Sävar IK (moderklubb)

## Meriter
- SM-guld 2000, 2005
- Svenska Cupen-guld 2003
- Guld i UEFA Women's Cup 2003, 2004
- Svenska Cupen-silver 2004, 2005
- SM-silver 2003, 2004